# Musgrave Group
Musgrave Group est une grossiste et distributeur en produits alimentaires irlandais fondé à Cork en 1876 par les frères Thomas et Stuart Musgrave. Aujourd'hui Musgrave est le leader irlandais du commerce de gros. Le groupe est présent en Irlande, en Irlande du Nord, en Grande-Bretagne et en Espagne. Son chiffre d'affaires annuel atteint 4,4 milliards d'euros, ce qui fait de Musgrave la plus importante entreprise d'Irlande.

## Filiales
Les activités de Musgrave sont regroupées autour de cinq filiales.
- Musgrave Supervalu Centra (MSVC). Les deux filières en république d'Irlande et en Irlande du Nord gèrent les supérettes Centra et les supermarchés SuperValu ;
- Musgrave Wholesale Services s'occupe du commerce de gros ;
- Musgrave Budgens Londis en Grande-Bretagne gère les enseignes de la marque Londis et les supermarchés Budgens ;
- Dialsur basé à Alicante est un grossiste espagnol.
- Musgrave Operating Partners Ireland qui s'occupe de Superquinn

## Charte environnementale
Musgrave Group est le seul grossiste et distributeur à s'être doté d'une charte environnementale qui impose aux filiales et aux franchisés de mesurer et de rapporter l'impact de leurs activités sur l'environnement.